# Eleccions al Parlament de Catalunya de 2015
|  | «27S» redirigeix aquí. Si cerqueu la vaga general espanyola del 2024, vegeu «Vaga general espanyola del 27 de setembre de 2024». |

|  | «27S» redirigeix aquí. Vegeu-ne altres significats a «27 de setembre». |

Les eleccions al Parlament de Catalunya corresponents a la XI legislatura se celebraren el 27 de setembre de l'any 2015. S'anunciaren el 14 de gener de 2015, és a dir, poc temps després que les institucions espanyoles suspenguessin la consulta sobre la independència de Catalunya i intentessin evitar la celebració del procés participatiu que la substituí.
Aquests comicis donaren una majoria parlamentària a les forces polítiques partidàries de celebrar un referèndum sobre la independència de Catalunya (Junts pel Sí, Catalunya Sí que es Pot i Candidatura d'Unitat Popular - Crida Constituent), que varen sumar un 56,74% dels vots.
Entre els partits amb representació, Junts pel Sí i Candidatura d'Unitat Popular - Crida Constituent eren partidaris de la independència (sumant un 47,80% dels vots, que els donà majoria absoluta al Parlament), i Ciutadans - Partit de la Ciutadania, Partit dels Socialistes de Catalunya i Partit Popular Català no n'eren (sumant un 39,11%). Cal destacar que en aquest aspecte Catalunya Sí que es Pot no es pronunciava.

## Prèvia

### Anunci de les eleccions
El 14 de gener de 2015, Artur Mas va anunciar la convocatòria de les eleccions plebiscitàries després d'haver assolit l'entesa de la seva coalició, CiU, amb ERC (liderat per Oriol Junqueras), l'Assemblea Nacional Catalana (liderada per Carme Forcadell), Òmnium Cultural (liderat per Muriel Casals) i l'Associació de Municipis per la Independència (presidida per Josep Maria Vila d'Abadal). Per aquest motiu, per l'independentisme, van esdevenir unes eleccions plebiscitàries sobre la independència de Catalunya. De fet, Artur Mas definí aquestes eleccions com la «consulta definitiva». A part de la convocatòria d'eleccions, l'acord també preveia acabar les estructures d'estat com a element bàsic per culminar el procés de transició nacional així com la negociació dels pressupostos. Mas i Junqueras demanaren disculpes pel clima polític enrarit en el si dels partits independentistes per les negociacions que es van produir durant les setmanes anteriors a l'anunci de les eleccions.
El govern espanyol respongué, davant l'anunci d'eleccions a vuit mesos vista, que «Mas no té gens d'interès a solucionar i atendre els problemes dels catalans, ni gens de capacitat per a resoldre'ls». PP, PSOE i UPyD també van criticar l'anunci de les eleccions.

### Eleccions locals
La primavera de 2015 van tenir lloc unes eleccions locals que van canviar el mapa municipal d'alcaldies catalanes. Entre els canvis més destacats s'hi troba l'accés a l'alcaldia de Barcelona d'Ada Colau, cap de llista de Barcelona en Comú, una coalició de partits i moviments de l'esquerra alternativa. Aquest canvi a l'Ajuntament de Barcelona i els bons resultats de diverses candidatures alternatives arreu del territori català, va provocar reaccions en diversos partits polítics.

### Creació de coalicions
La primera coalició que es donà a conèixer fou Catalunya Sí que es Pot, formada per Iniciativa, Esquerra Unida i Alternativa, Podem i Equo i amb la qual van intentar replicar el model Barcelona en Comú a escala catalana.
Per un altre costat, els partits independentistes van convocar diverses reunions per tal de plantejar la possibilitat d'una llista conjunta que donés un caràcter més plebiscitari a les eleccions, on excepcionalment es podrien incorporar diversos representants de la societat civil. Després de diverses converses i negociacions el dia 20 de juliol de 2015 es va presentar la coalició Junts pel Sí, formada per Convergència Democràtica de Catalunya (CDC), Esquerra Republicana de Catalunya (ERC), Demòcrates de Catalunya (DC) i Moviment d'Esquerres (MES). La creació d'aquesta coalició va ser possible després que la federació de Convergència i Unió es va donar per finalitzada durant el mes de juny de 2015, davant de la negativa d'Unió Democràtica de Catalunya de donar suport al procés independentista català.
D'altra banda, la Candidatura d'Unitat Popular ja havia anunciat dies abans que presentaria una llista amb el suport d'altres organitzacions independentistes i d'esquerres, davant del desacord d'incorporar polítics a la llista unitària. De fet, feia temps que estava en negociacions per presentar-se a les eleccions amb Procés Constituent a Catalunya i diversos partits locals.

### Decret de convocatòria i reaccions
El 3 d'agost de 2015 el president de la Generalitat de Catalunya, Artur Mas, va signar el decret de convocatòria a les 9 del vespre al Palau de la Generalitat de Catalunya i posteriorment va fer una compareixença davant les càmeres de la Corporació Catalana de Mitjans Audiovisuals confirmant la regularitat del sistema de convocatòria d'eleccions parlamentàries i l'extraordinarietat en el fons de la proposta, on no va constar la paraula plebiscit. El President va argumentar la convocatòria extraordinària després d'haver intentat negociar sense èxit la convocatòria d'un referèndum pactat amb el Govern d'Espanya. En les declaracions a premsa dels partits, només els independentistes van reconèixer el caràcter plebiscitari de les eleccions i la resta de partits van argumentar que -tot i ser unes eleccions importants- no deixaven de ser unes eleccions al Parlament de Catalunya. Tot i això, van deixar entreveure la possibilitat d'un pacte postelectoral per frenar el procés independentista. El Govern espanyol va dir que vigilaria amb lupa la legalitat de tot el procés de convocatòria i va demanar a Mas neutralitat en el procés. Mariano Rajoy va dir: «No hi haurà eleccions plebiscitàries, així com tampoc va haver-hi referèndum», en relació amb el 9 de novembre de 2014. Diversos partits i mitjans van qüestionar la legalitat de celebrar la manifestació Via Lliure a l'Avinguda Meridiana el dia 11 de setembre, ja que va coincidir amb la data d'inici de la campanya electoral.
A principis de setembre de 2015 es va presentar la plataforma Catalans pel Seny, en suport a Unió Democràtica de Catalunya. Diversos partits sense representació parlamentària —com Plataforma per Catalunya i Unió, Progrés i Democràcia— van anunciar que no es presentarien a aquestes eleccions.

## Xifres
|                                                   | Xifra     | Referències |
| ------------------------------------------------- | --------- | ----------- |
| Nombre de candidatures                            | 40        | [ 26 ]      |
| Cens                                              | 5.510.853 | [ 27 ]      |
| Residents a l'estranger (inclosos en el cens)     | 196.065   | [ 27 ]      |
| Cens circumscripció de Barcelona                  | 4.124.349 | [ 27 ]      |
| Cens circumscripció de Tarragona                  | 561.935   | [ 27 ]      |
| Cens circumscripció de Girona                     | 510.826   | [ 27 ]      |
| Cens circumscripció de Lleida                     | 313.743   | [ 27 ]      |
| Nous electors                                     | 164.247   | [ 26 ]      |
| Titulars de les meses                             | 24.543    | [ 26 ]      |
| Suplents de les meses                             | 40.086    | [ 26 ]      |
| Personal de processament de dades                 | 4.500     | [ 26 ]      |
| Dispositiu Mossos d'Esquadra                      | 8.181     | [ 26 ]      |
| Dispositiu Policia local                          | 1.703     | [ 26 ]      |
| Dispositiu Vigilants de seguretat                 | 143       | [ 26 ]      |
| Periodistes acreditats (total)                    | 550       | [ 26 ]      |
| Periodistes acreditats (estrangers)               | 180       | [ 26 ]      |
| Diputats a escollir (total)                       | 135       | [ 28 ]      |
| Diputats a escollir (circumscripció de Barcelona) | 85        | [ 28 ]      |
| Diputats a escollir (circumscripció de Tarragona) | 18        | [ 28 ]      |
| Diputats a escollir (circumscripció de Girona)    | 17        | [ 28 ]      |
| Diputats a escollir (circumscripció de Lleida)    | 15        | [ 28 ]      |
| Junta electoral central                           | 1         | [ 28 ]      |
| Juntes electorals provincials                     | 4         | [ 28 ]      |
| Juntes electorals de zona                         | 31        | [ 28 ]      |
| Membres de les juntes electorals                  | 224       | [ 28 ]      |

## Candidatures i programes
Segons la reforma de 2011 de la Llei Orgànica del Règim Electoral General, els partits extraparlamentaris hauran d'aconseguir prèviament l'aval del 0,1% dels votants de cada circumscripció per poder presentar candidatures. El període de campanya va tenir lloc de l'11 de setembre al 25 de setembre de 2015. Es proclamaren un total de quaranta candidatures.
| Candidatures al Parlament durant la X legislatura | Candidatures al Parlament durant la X legislatura | Candidatures al Parlament durant la X legislatura | Candidatures al Parlament durant la X legislatura | Candidatures al Parlament durant la X legislatura | Candidatures al Parlament durant la X legislatura | Candidatures al Parlament durant la X legislatura  |
| Candidatura                                       | Caps de llista                                    | Caps de llista                                    | Caps de llista                                    | Caps de llista                                    | Programa                                          | Lema                                               |
| Candidatura                                       | Barcelona                                         | Tarragona                                         | Girona                                            | Lleida                                            | Programa                                          | Lema                                               |
| ------------------------------------------------- | ------------------------------------------------- | ------------------------------------------------- | ------------------------------------------------- | ------------------------------------------------- | ------------------------------------------------- | -------------------------------------------------- |
| JxSí Junts pel Sí                                 | Raül Romeva                                       | Germà Bel                                         | Lluís Llach                                       | Josep Maria Forné                                 | «Compromís per la llibertat»                      | «El vot de la teva vida»                           |
| PSC-PSOE Partit dels Socialistes de Catalunya     | Miquel Iceta                                      | Carles Castillo                                   | Rafel Bruguera                                    | Òscar Ordeig                                      | «Solucions justes i acordades»                    | «Per una Catalunya millor en una Espanya diferent» |
| PP Partit Popular                                 | Xavier García Albiol                              | Alejandro Fernández Álvarez                       | Josep Enric Millo                                 | Marisa Xandri                                     | «100 propostes de govern 2015»                    | «Units guanyem, plantem cara!»                     |
| CatSíqueesPot Catalunya Sí que es Pot             | Lluís Rabell                                      | Gerard Bargalló                                   | Marc Vidal                                        | Sara Vilà                                         | «El programa de la gent»                          | «La Catalunya de la gent»                          |
| UNIÓ.CAT Unió Democràtica de Catalunya            | Ramon Espadaler                                   | Anna Maria Solé                                   | Xavier Dilmé                                      | Josep Maria Pelegrí                               | «Catalunya 2015»                                  | «La força del seny»                                |
| C's Ciutadans - Partit de la Ciutadania           | Inés Arrimadas                                    | Matías Alonso                                     | Jean Castel                                       | Jorge Soler                                       | «Un projecte per la convivència»                  | «Una nova Catalunya per a tothom»                  |
| CUP Candidatura d'Unitat Popular                  | Antonio Baños                                     | Sergi Saladié                                     | Benet Salellas                                    | Ramon Usall                                       | «Programa polític»                                | «Governem-nos»                                     |

| Candidatures sense representació durant la X legislatura | Candidatures sense representació durant la X legislatura | Candidatures sense representació durant la X legislatura | Candidatures sense representació durant la X legislatura | Candidatures sense representació durant la X legislatura | Candidatures sense representació durant la X legislatura | Candidatures sense representació durant la X legislatura |
| Candidatura                                              | Caps de llista                                           | Caps de llista                                           | Caps de llista                                           | Caps de llista                                           | Programa                                                 | Lema                                                     |
| Candidatura                                              | Barcelona                                                | Tarragona                                                | Girona                                                   | Lleida                                                   | Programa                                                 | Lema                                                     |
| -------------------------------------------------------- | -------------------------------------------------------- | -------------------------------------------------------- | -------------------------------------------------------- | -------------------------------------------------------- | -------------------------------------------------------- | -------------------------------------------------------- |
| PACMA Partit Animalista Contra el Maltractament Animal   | Anaïs Arranz                                             | Laura García                                             | Miguel Ángel Rodríguez                                   | David Martínez                                           | «Programa electoral»                                     | «Pels animals, el medi ambient i la justícia social»     |
| PIRATA.CAT/XDT Pirates de Catalunya                      | No es presenta                                           | No es presenta                                           | Enric Pineda                                             | No es presenta                                           |                                                          | «Drets humans, democràcia directa, transparència»        |
| RECORTES CERO - ELS VERDS Recortes Cero - Els Verds      | Jordi Martínez                                           | Rut Clemente                                             | Francesc Ibañez                                          | Pedro Menchón                                            | «Per la Redistribució de la Riquesa i la Unitat»         | «El teu vot sí que té alternativa»                       |
| GANEMOS Guanyem Catalunya                                | No es presenta                                           | Xavier Salvadó                                           | Ayax Perrella                                            | Antoni Cuadra                                            |                                                          |                                                          |

| Cartells electorals | Cartells electorals | Cartells electorals | Cartells electorals | Cartells electorals | Cartells electorals | Cartells electorals |
| ------------------- | ------------------- | ------------------- | ------------------- | ------------------- | ------------------- | ------------------- |
|                     |                     |                     |                     | UDC                 |                     |                     |
| JxSí                | PSC-PSOE            | PP                  | CatSíqueesPot       | UNIÓ.CAT            | C's                 | CUP                 |

## Campanya electoral

### Inici de campanya i Diada Nacional

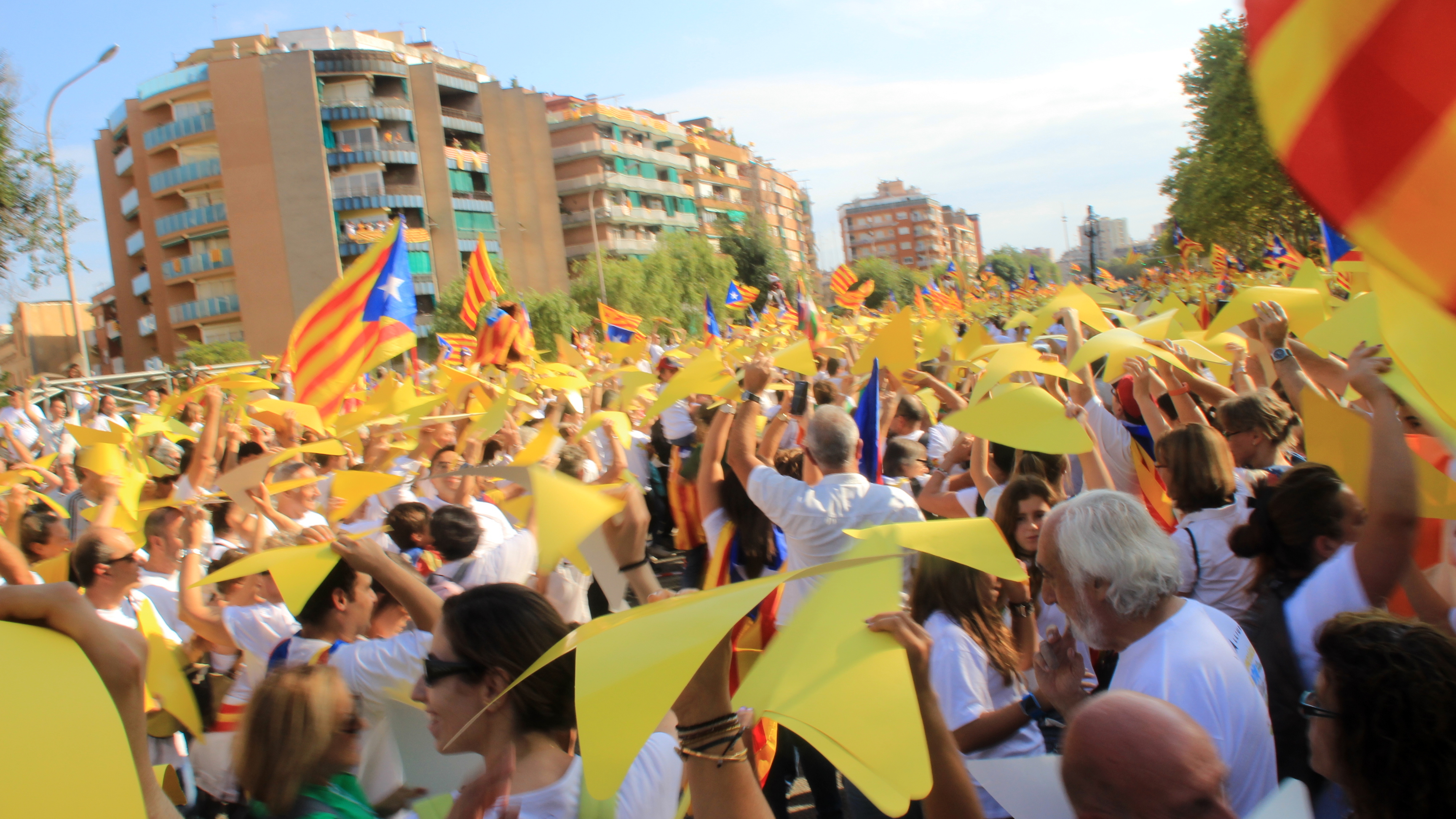
La Via Lliure va marcar els tempos de l'inici de campanya

La campanya electoral va començar oficialment l'11 de setembre, però la nit abans tots els candidats ja van fer l'acte de presentació de la campanya. Junts pel Sí van presentar-se al Campus de la Ciutadella de la Universitat Pompeu Fabra. Catalunya Sí que es Pot ho va fer al Casinet d'Hostafrancs, i la CUP, a l'Auditori del Casal Pere Quart de Sabadell i al casal independentista "La Cruïlla" de Barcelona. A l'acte de presentació de campanya del PSC, realitzat al Centre de Cultura Contemporània de Barcelona, hi va participar Pedro Sánchez, on es va presentar el lema del partit "Per una Catalunya millor en una Espanya diferent". Molt a prop, a la sala gran del MACBA, es va presentar el projecte d'Unió Democràtica de Catalunya, que es presentà per primera vegada en solitari. El PP va iniciar la campanya al districte de Nou Barris amb un sopar amb militants i al seu torn Ciutadans ho va fer a l'Hotel Catalonia de Barcelona.
El primer dia oficial de campanya electoral va tenir lloc, a més dels corresponents actes oficials, l'anomenada Via Lliure, una concentració d'entre 500.000 i 2 milions de persones - segons la font - que va ocupar 5,2 quilòmetres de l'Avinguda Meridiana de Barcelona tot reclamant la independència de Catalunya. L'acte fou organitzat per la campanya Ara és l'hora, impulsada per Òmnium Cultural i l'Assemblea i va ser acusat d'electoralista per alguns dels candidats no sobiranistes.

### Primera setmana de campanya
Alguns dels partits a favor de seguir amb l'statu quo van promoure activament la crida a la participació ciutadana, basant-se en la teoria que històricament les eleccions al Parlament de Catalunya havien tingut participacions més baixes que les generals espanyoles, i que sovint la bossa de votants abstencionistes estava identificada amb persones amb un sentiment més espanyolista.
Durant la primera setmana diverses personalitats internacionals van alertar dels perills d'una possible secessió catalana. La diplomàcia espanyola va encetar una sèrie de contactes internacionals, aconseguint que líders mundials mencionessin en diversos graus la voluntat de mantenir una Espanya unida, incloent missatges de David Cameron, Angela Merkel, Barack Obama. Altres institucions de l'estat van alertar de la possible sortida del FC Barcelona de La Liga Fins i tot ho van fer algunes empreses, com Laboratoris Almirall, o l'Associació Espanyola de Banca i la Confederación Española de Cajas de Ahorro, que inclou a bancs com Caixabank, Sabadell, BBVA o Santander,

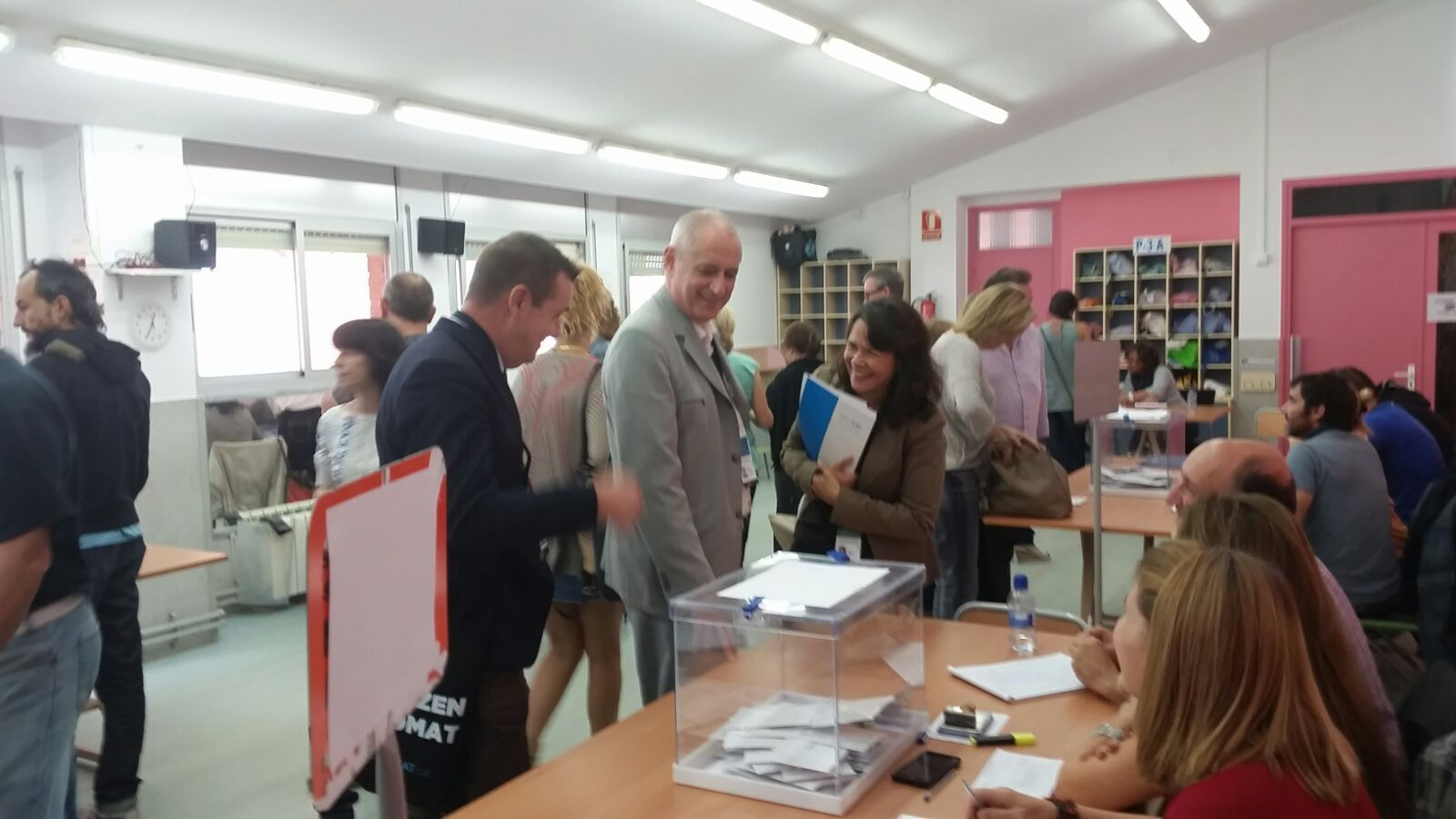
Gérard Onesta, ex-vicepresident de la Mesa del Parlament Europeu, com a membre dels observadors de la Comunitat Europea. Visita al col·legi electoral de l'Ametlla del Vallès

Al seu torn, Junts pel Sí va demanar la presència d'observadors internacionals i la CUP va advertir que no recolzaria un nou president autonòmic. Es van realitzar diversos debats televisius de candidats a 7 bandes. El primer de tots va ser a 8 tv el dijous 17 de setembre, el segons a La Sexta el dissabte 19 i el tercer el dia 20 de setembre a TV3.
Al final de la primera setmana de campanya, el diumenge 20 de setembre, TV3 i Catalunya Ràdio van retransmetre, obligades per la resolució de la Junta Electoral Central (JEC), els actes dels partits polítics que no van assistir a la manifestació independentista anomenada Via Lliure. La sentència deixava clar que la retransmissió s'havia de fer en dia festiu i en la mateixa franja horària que la retransmissió de la Via Lliure. Finalment TV3 i Catalunya Ràdio van retransmetre actes de Ciutadans, Catalunya Sí que es Pot, PSC i PP; mentre que Unió Democràtica de Catalunya, va decidir no retransmetre els seus actes.

### Actes centrals de campanya
La majoria d'actes centrals de campanya es van celebrar el cap de setmana del 19 i 20 de setembre. Junts pel Sí va celebrar el seu a La Farga de L'Hospitalet de Llobregat. El PSC va convertir la seva tradicional Festa de la Rosa de Gavà en acte central de campanya, amb presència de Pedro Sánchez. Al seu torn, la CUP va celebrar un acte a l'Auditori de Barcelona. El PP va organitzar el seu acte central de campanya a Badalona, ciutat on el seu candidat García Albiol era alcalde fins al maig de 2015. Ciutadans va fer el seu acte al Fòrum de Barcelona.

### Segona setmana
Segons els analistes polítics, l'objectiu de la segona setmana de campanya va ser atreure el vot indecís i desmobilitzar el rival directe. El baròmetre del Centre d'Investigacions Sociològiques dies anteriors va preveure una alta participació, similar màxima històrica màxima en unes eleccions catalanes: el 67,7% a les de 2012, però anunciant també que hi havia uns 900.000 electors encara indecisos. La campanya va continuar la seva polarització entre unionisme i independentisme, on els partits unionistes van argumentar una possible sortida de Catalunya de la Unió Europea i els independentistes van intentar rebatre amenaces i el que ells mateixos van anomenar campanya de la por.
Ciutadans va anunciar que centraria els seus esforços en la demarcació de Tarragona, on ja va promoure un acte unionista la Diada de 2014. El partit farien fins a tres actes grans en la demarcació, en contraposició a un sol acte a les demarcacions de Lleida i Girona. La CUP va continuar reiterant que no farien president autonòmic a Artur Mas i proposaven una declaració d'independència el mateix dia 28 de setembre si la victòria era per vots i escons. Al seu torn, Junts pel Sí va continuar demanant el vot per tenir una majoria absoluta pròpia sense dependre d'altres partits. Duran i Lleida i Espadaler es van repartir el territori i pràcticament no van coincidir en campanya. El seu objectiu va ser captar la bossa de vots de ciutadans que tradicionalment votaven Pujol al Parlament de Catalunya i PSOE a les Corts Espanyoles. També van criticar Mas per abraçar el discurs de la CUP i es van presentar com els autèntics hereus de CiU, dient que era CDC la que s'havia radicalitzat.
El PSOE va demanar el vot apel·lant a la identitat i l'origen dels milers de catalans que tenien familiars provinents d'altres parts de l'estat. Dins de l'apartat d'ofertes, Sánchez va prometre traslladar el Senat a Barcelona. Diversos dirigents del Partit Popular espanyol es van desplaçar a Catalunya durant la setmana amb l'objectiu de reforçar la candidatura de Xavier Garcia Albiol. Pel que fa a CSQP, Pablo Iglesias va fer precampanya per a les eleccions generals espanyoles de 2015, dient que volia ser el president que escolta els catalans. Al seu torn, Rabell va demanar a ERC que l'investissin a ell President de la Generalitat per garantir un govern d'esquerres.
El dimarts dia 22 Mariano Rajoy, en una entrevista a Onda Cero, va cometre una relliscada en no poder argumentar per què els catalans deixarien de ser ciutadans espanyols i europeus en cas d'independència de Catalunya. La resta de partits van aprofitar-ho per afeblir els arguments del Partit Popular. El BBVA i el Sabadell, a peticions de diversos col·lectius de clients (metges i funcionaris, respectivament) van fer una comunicació rectificant el seu posicionament i dient que no marxarien de Catalunya en cas d'una eventual independència. El mateix dimarts 22 de setembre, l'arquebisbe de València, cardenal Antonio Cañizares, demanà als fidels de la diòcesi "resar per Espanya i la seva unitat" i instà totes les parròquies a incloure aquestes oracions en les seves misses. Per Cañizares "no hi ha justificació moral per a la secessió". Automàticament, els bisbes catalans van emetre una nota en la qual defensaven la "legitimitat moral de totes les opcions polítiques" que es basin "en el respecte de la dignitat de les persones i dels pobles". Pel seu costat, el bisbe de Solsona Xavier Novell, en una glossa publicada al full dominical del dia de les eleccions, demanà el vot en favor de les opcions independentistes (especialment Junts pel Sí.)
El dia 23 José Manuel García-Margallo y Marfil i Oriol Junqueres van debatre a 8tv, que va tenir una audiència mitjana de 892.000 espectadors, amb un 28,2% de quota de pantalla i pics de més d'un milió d'espectadors. Va ser el programa més vist de la història de 8TV.
Els darrers dies de campanya alguns posicionaments es van ajustar: Junts pel sí va demanar la concentració del vot independentista, anunciant que Europa entendria molt més els vots a la seva formació que a la CUP. Arrimadas va començar a perfilar-se com a segona força i va demanar els vots de les forces menys votades. Pablo Iglesias va comentar la possibilitat que QSQEP pactés amb Esquerra i la CUP un govern d'esquerres fisurant Junts pel Sí, fet que Artur Mas va desmentir el mateix dia. La premsa conservadora espanyola va criticar Margallo pel fet d'accedir a fer aquest debat.
Com ja va passar a les eleccions municipals espanyoles de 2015, la Junta Electoral Central va fer retirar les estelades penjades en ajuntaments o en edificis públics.

### Final de campanya
Junts pel Sí va organitzar una gran festa a l'Avinguda de Maria Cristina com a acte final de campanya, on van anunciar la participació d'Els Catarres i altres músics. El PP va anunciar que comptaria amb el suport de Sarkozy i Mariano Rajoy en el seu acte de final de campanya, programat per a divendres a la tarda al Palau de Congressos de Catalunya. CSQP va anunciar que el seu acte seria a Lleida, amb la participació d'Ernest Urtasun i Montserrat Pratdesaba. La CUP va anunciar que celebraria el seu acte a Badalona, ciutat on governen des de les passades eleccions municipals de 2015.

#### Actes de final de campanya
- Junts pel Sí va realitzar l'acte de final de campanya a l'Avinguda de la Reina Maria Cristina de Barcelona. Prop de 70.000 persones van assistir a l'acte, on es van poder veure les actuacions de La Trinca i els Catarres entre d'altres, i escoltar els parlaments d'Artur Mas, Oriol Junqueras, Raül Romeva, Joel Joan o Gabriel Rufián entre d'altres. En els parlaments es va demanar el vot per a assolir una majoria absoluta de la llista independentista.[84]
- El PSC va realitzar l'acte de final de campanya al Poblenou de Barcelona. Els assistents van poder escoltar els parlaments de Miquel Iceta i Pedro Sánchez, que van demanar el vot per a «fer fora l'Artur Mas de la Generalitat».[85]
- El PP va organitzar l'acte al Palau de Congressos de Catalunya. L'acte va comptar amb la presència de Mariano Rajoy, Nicolas Sarkozy i Xavier García Albiol. Durant l'acte, l'expresident francès va dir que «amb una Espanya dividida Europa seria més feble» i que «només existeix el camí de la unitat».[86]
- Catalunya Sí que es Pot va realitzar l'acte de final de campanya a la Farga de l'Hospitalet de Llobregat, on Josep Lluís Franco Rabell, acompanyat per Pablo Iglesias, va demanar el vot per a «evitar que l'actual president de la Generalitat, Artur Mas, segueixi provocant la ruptura del poble amb les seves polítiques econòmiques».[87]
- Unió Democràtica de Catalunya va organitzar l'acte final al pavelló de la Nova Icària, a Barcelona. Ramon Espadaler amb Josep Antoni Duran i Lleida van assegurar que el diumenge ells serien la gran sorpresa.
- Ciutadans va realitzar el míting de final de campanya a la Plaça Virrei Amat de Barcelona. Albert Rivera amb Inés Arrimadas va demanar el vot a «tots aquells catalans que varen votar a Adolfo Suárez, Felipe González o José María Aznar».[88]
- La CUP va realitzar l'acte de final de campanya a Badalona davant de 4.000 persones; on Antonio Baños va recordar que «la independència no porta el nom d'Artur Mas», Anna Gabriel va instar al president de la Generalitat a treballar per la independència sense partidismes ni dilacions.[89] Durant la jornada de reflexió la CUP va realitzar actes al cinema Castellet de Perpinyà, amb Antonio Baños i Benet Salellas; al cafè literari Can Alcover de Palma, amb Anna Gabriel i Quim Arrufat; a Fraga amb Gabriela Serra, Ramon Usall i Albert Botran; i a Xàtiva amb Isabel Vallet, David Fernàndez i Josep Manel Busqueta.[90]

## Temes tractats en campanya
La campanya electoral va estar marcada pel joc brut que, segons les formacions i entitats independentistes, feien servir les institucions de l'Estat Espanyol per a intentar minimitzar el nombre de vots independentistes; per altra banda, els partits unionistes, defensen que la "campanya de la por" no existeix, i que el que fan els mitjans és informar sobre els inconvenients d'una eventual independència. Aquests són els principals temes tractats durant la campanyaː

### Permanència de Catalunya a la Unió Europea

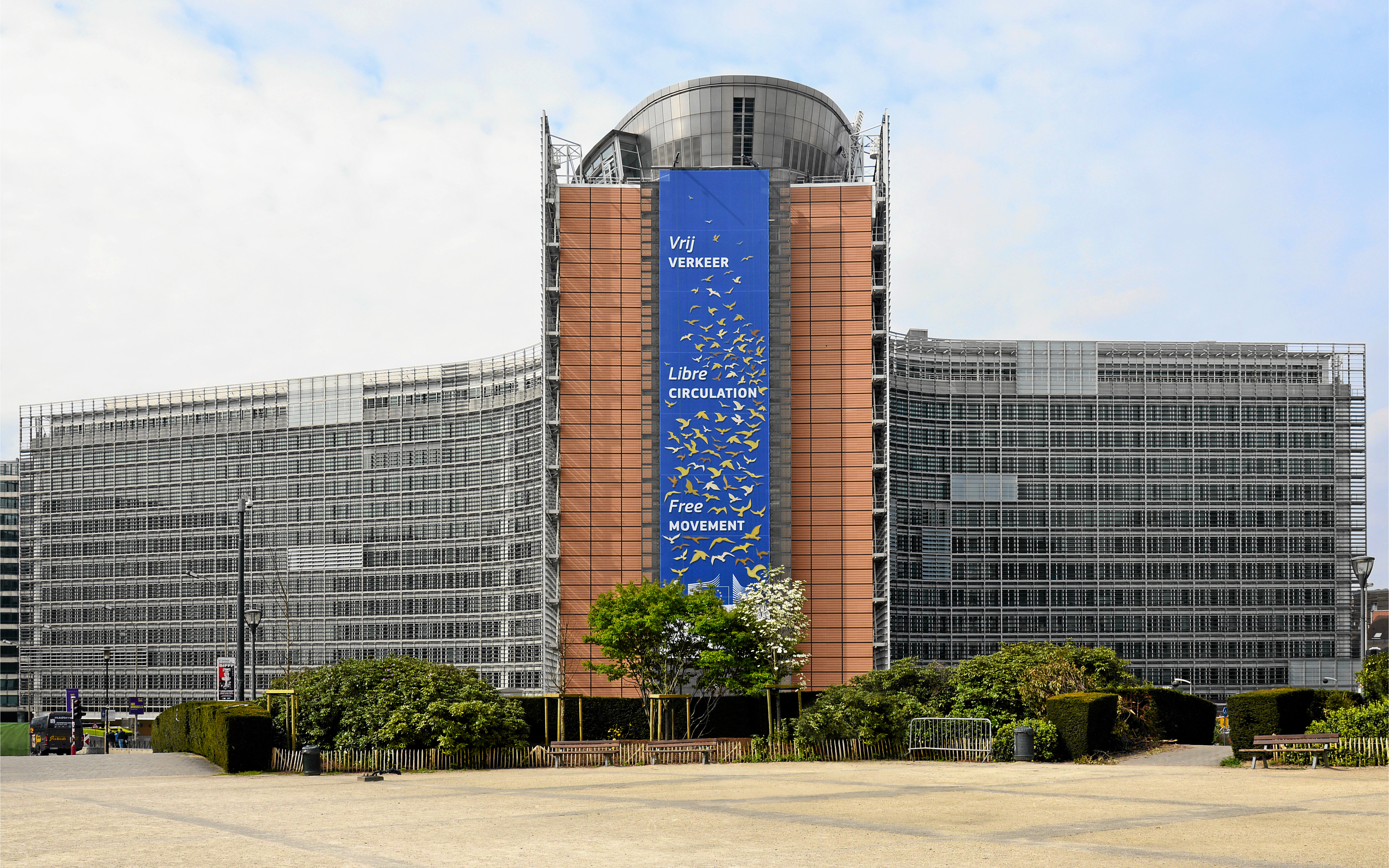
Edifici de la Comissió Europea

Un altre dels temes principals sobre els quals es va fonamentar la campanya electoral va ser el de la posició de Catalunya respecte a la Unió Europea en cas d'independència. Els partits independentistes defensaven que una Catalunya independent no sortiria de la Unió; Junts pel Sí es mostrava partidari de romandre a la Unió, mentre que la CUP s'hi mostrava en contra. Per altra banda, els partits unionistes defensaven que una Catalunya independent quedaria automàticament fora de la Unió Europea. Les dues bandes van intentar diversos cops que la Comissió Europea es pronunciés a favor de les seves tesis. La Unió Europea té sempre com a resposta oficial no influenciar en afers interns dels estats membres. És destacable el fet que el 23 de setembre, la Comissió Europea, va donar dues respostes a una pregunta formulada per l'eurodiputat del PP Santiago Fisas. Aquestes dues respostes eren diferents en el contingut, una en castellà i l'altra en anglès. La resposta escrita en castellà deixava clar que «una declaració unilateral d'independència no tindria efectes jurídics i volaria la Constitució Espanyola»; en canvi, la versió en anglès deia que «no correspon a la Comissió Europea expressar una posició sobre qüestions de l'organització interna relacionats amb les qüestions institucionals d'un Estat Membre». Finalment la Comissió Europea va reconèixer el seu error i va afirmar que la resposta correcta era l'anglesa. També va obrir una investigació interna per a aclarir l'error. Els eurodiputats d'Esquerra Republicana de Catalunya i de Convergència Democràtica de Catalunya van enviar una carta a Jean-Claude Juncker demanant-li que resolgués l'assumpte abans del dia 27 de setembre perquè els catalans poguessin votar amb tota la informació i que la Comissió Europea recuperés la seva credibilitat. Tres dies abans de les eleccions, un eurodiputat i exministre d'exteriors de Letònia, Artis Pabriks va dir que Catalunya no podia ser expulsada de la Unió Europea, ja que, segons ell, no hi havia cap reglament que en permetés l'expulsió automàtica.

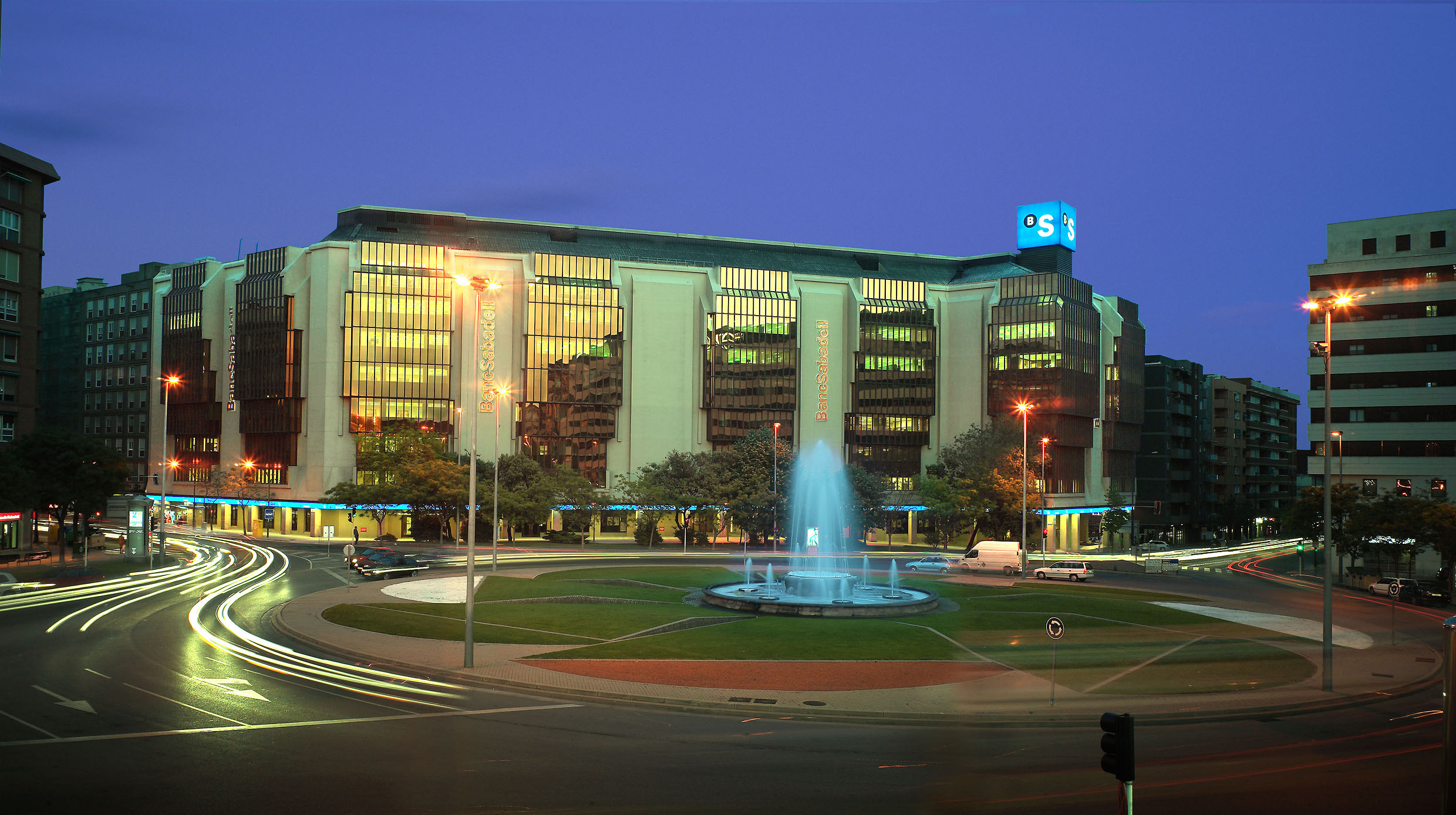
Les organitzacions espanyoles de bancs i caixes van emetre un comunicat parlant dels riscos d'una eventual independència

### Viabilitat econòmica
- Sistema bancari: durant la campanya es va discutir sobre el model de sistema bancari que tindria una Catalunya independent. Per una banda, l'unionisme defensava que Catalunya quedaria fora de la Unió Europea i, per tant, fora de l'euro i sense suport del Banc Central Europeu; per l'altra banda, els independentistes asseguraven que en cap cas Catalunya quedaria fora de la Unió Europea i, per tant, seguiria a l'Euro i amb ajuts del Banc Central Europeu. Durant la campanya, diverses entitats van fer manifestacions en contra del procés d'independència; totes aquestes manifestacions van ser posteriorment matisades o negades pels mateixos organismes que les havien fet. Les més rellevants sónː

1. Comunicat de les organitzacions espanyoles de bancs i caixes: vuit dies abans de les eleccions, l'Associació Espanyola de Banca i la Confederació Espanyola de Caixes d'Estalvi van emetre un comunicat que explicava els inconvenients que tindria una Catalunya separada d'Espanya. El comunicat el firmaven entre altres bancs, CaixaBank, Banco Santander, BBVA, Bankia, Banc Sabadell i Banco Popular.[97] Aquest comunicat també deia que en cas de separació, els bancs es replantejarien la seva implantació a Catalunya, i que en cas d'anar-se'n, el crèdit s'encariria. Tant Junts pel Sí com la CUP, van criticar el comunicat dels bancs, titllant-lo de «campanya de la por» i de coaccionar el vot de la gent; tots dos partits van reptar als bancs a anar-se'n.[98][99] Algunes entitats financeres (Coop57, Caixa d'Enginyers i Triodos Bank) es van desmarcar d'aquest comunicat.[100] Uns dies més tard, el BBVA, va assegurar que no s'havia plantejat abandonar Catalunya en cap cas.[101] Algunes entitats independentistes com l'Assemblea Nacional Catalana van estudiar de pressionar la banca amb retirades de fons col·lectives.[102]
2. Declaracions del governador del Banc d'Espanya: uns dies més tard del comunicat de la banca, el governador del Banc d'Espanya, José María Linde, va mostrar-se preocupat pel «risc de corralito en cas que Catalunya s'independitzés»[103] Uns dies més tard, el mateix Linde va matisar les seves paraules tot dient que «el corralito és altament improbable, gairebé impossible» i que «el corralito no preocupa a ningú a Europa». Poques hores després de dir que no creia que hi hagués un corralito a Catalunya, sis economistes catalans de prestigi (Jordi Galí (UPF), Albert Marcet (CSIC), Ramon Marimon (European University Institute), Gerard Padró (London School of Economics), Xavier Sala i Martín (Columbia University) i Jaume Ventura (UPF), van demanar la dimissió de Linde per haver mentit inicialment sobre el corralito.[104]

- Pensions: el tema de les pensions va ser un dels temes més esgrimits pels partits unionistes contra l'independentisme. Aquests partits defensaven que una Catalunya independent no podria pagar les pensions[105] o en cas de pagar-les sèries més baixes que les actuals. Els partits independentistes, en canvi, defensaven que serien més altes i es podien pagar amb total seguretat, ja que Catalunya és l'única comunitat autònoma que és una contribuent neta a la seguretat social. Un altre argument utilitzat a favor de l'independentisme en el cas de les pensions és la relació entre població activa i pensionistes i el PIB per capita, ja que a Catalunya era més favorable que al conjunt de l'Estat Espanyol i per tant, segons les tesis independentistes (moltes d'aquestes aportades també pel Col·lectiu Wilson), les pensions serien més elevades.[106] El conseller d'economia Andreu Mas Colell va deixar clar que l'Estat Espanyol hauria de seguir pagant les pensions als Catalans en cas d'independència, ja que les pensions «són un contracte individual entre ells i Espanya», també va deixar clar que en cas de no fer-ho l'Estat Espanyol, el govern de Catalunya garantiria el pagament de les pensions.[107] La discussió sobre les pensions, es pot donar per acabada quan el president del Govern Espanyol va declarar que les pensions les pagaria sempre l'Estat Espanyol, fins i tot en el cas que Catalunya proclamés la independència.[108]
- Moneda: el tema de la moneda que utilitzaria una Catalunya independent també va ser tema de debat durant la campanya tot i que no tant com altres temes, degut als diversos precedents en altres casos. Els partits unionistes defensaven que una Catalunya independent quedaria fora de l'euro, recolzant-se en que si Catalunya era expulsada de la Unió Europea, també seria expulsada de l'euro.[109] Per contra, els partits independentistes defensaven que una Catalunya independent no quedaria fora de l'euro, ja que molts països tenen tractats bilaterals amb la UE per a tal d'utilitzar l'euro (Andorra, Mònaco, Ciutat del Vaticà, San Marino i Liechtenstein) i en altres casos acords unilaterals (Montenegro i Kosovo); a més a més defensaven que el país més interessat en que Catalunya no abandonés l'euro era Espanya.[110]

### Nacionalitat catalana, espanyola i europea

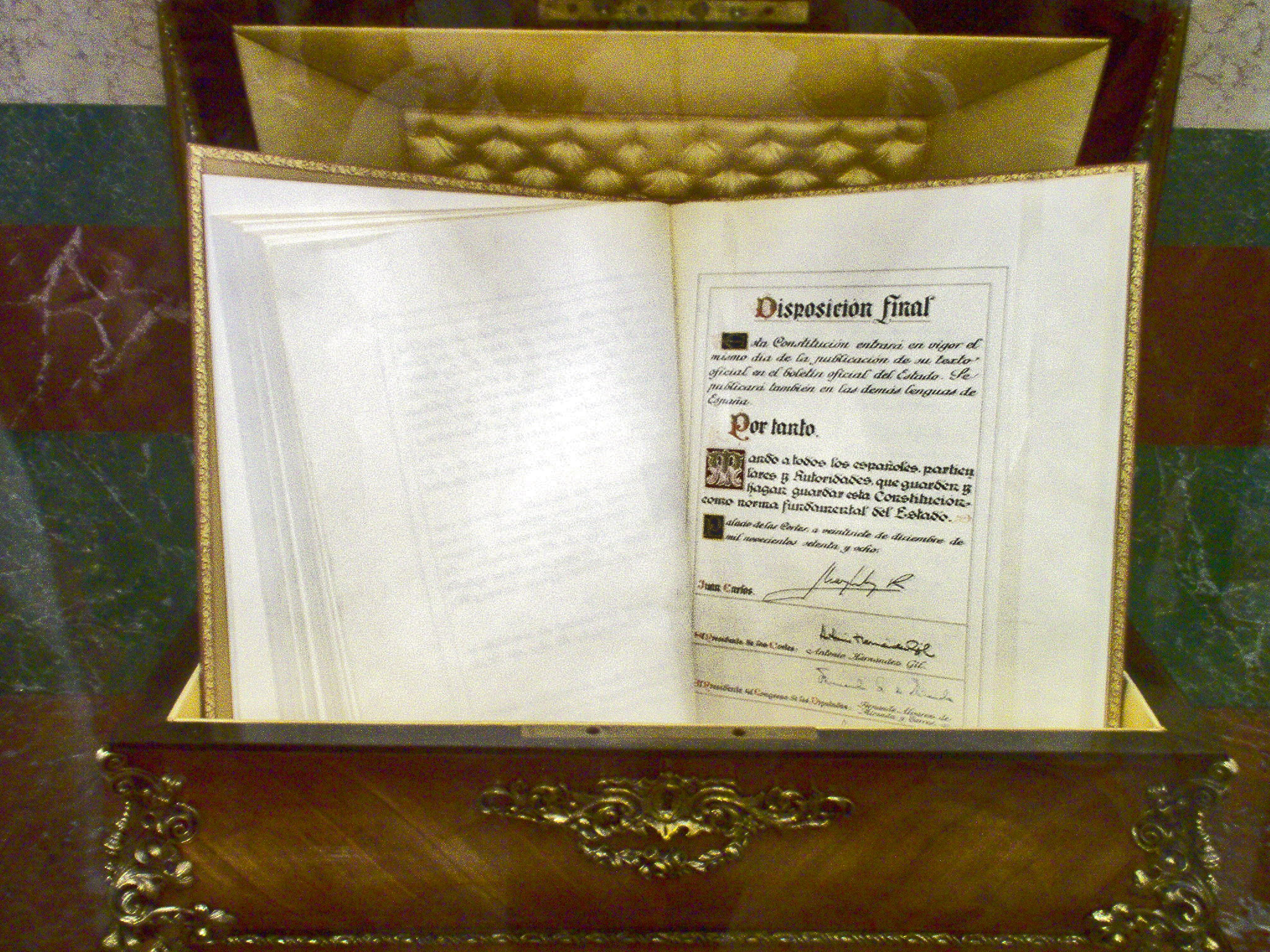
Constitució espanyola del 1978

Un dels temes tractats durant la campanya va ser el que tractava sobre quina nacionalitat tindrien els habitants de Catalunya en cas que aquesta assolís la independència. Els representants dels partits partidaris de la independència sempre van defensar que els habitants mantindrien la nacionalitat catalana, l'espanyola i l'europea, ja que segons l'article 11.2 de la Constitució Espanyola, «Cap espanyol d'origen pot ser privat de la seva nacionalitat». En canvi, els partits unionistes defensen que els ciutadans catalans, en cas d'independència deixarien de ser espanyols i europeus. Segons la majoria de diaris catalans, els arguments unionistes van ser desmentits quan el president del Govern d'Espanya, Mariano Rajoy, va protagonitzar una ficada de pota en una entrevista radiofònica a Onda Cero; en aquesta entrevista, ell assegurava que els catalans perdrien la nacionalitat espanyola i europea si s'independitzaven; quan el periodista Carlos Alsina va contestar-li que en cap cas es perdia la nacionalitat espanyola (ja que la llei ho prohibia) i, per tant, tampoc es perdria l'europea, el president del govern es va quedar sense resposta. Aquesta entrevista va ser utilitzada com a vídeo de la campanya electoral per Junts pel Sí. Després de l'entrevista, les posicions sobre el tema dins del mateix Partit Popular eren diferents, mentre alguns ministres com Margallo sostenien que els catalans perdrien la nacionalitat, altres com el ministre d'Interior van deixar caure la possibilitat que no perdessin les nacionalitats espanyola i europea.

### Corrupció
Durant la campanya, la corrupció va ser emprada generalment pels partits unionistes contra la llista de Junts pel Sí, ja que un dels partits que la conforma (Convergència Democràtica de Catalunya), presentava en el moment en què es va dur a terme la campanya, nombrosos casos de corrupció, a més de 15 seus embargades. L'argument de la corrupció també va ser utilitzat per la CUP, per a atacar a tota la resta de partits, ja que excepte la CUP, tots els altres partits amb representació al parlament (Convergència Democràtica de Catalunya, Unió Democràtica de Catalunya, Esquerra Republicana de Catalunya, Ciutadans, el Partit Popular, el Partit dels Socialistes de Catalunya i Iniciativa per Catalunya Verds) van tenir casos mediàtics de corrupció, ja sigui a nivell individual, de partit, autonòmics o estatals. Tots els partits es van comprometre a aplicar mesures contra la corrupció en cas d'arribar a governar. Cal destacar que un parell de setmanes abans de la campanya electoral, el jutge va enviar la Guàrdia Civil a escorcollar la seu de Convergència. Aquest escorcoll va ser molt polèmic, ja que diversos mitjans de comunicació van ser informats prèviament de l'escorcoll, i es van personar en el lloc on s'havia de dur a terme per a captar les imatges; això, sumat a la proximitat de les eleccions, va dur als responsables de CDC a titllar l'acció d'«escorcoll mediàtic» o «instrumentalització de les institucions públiques». Representants d'altres partits com ara Lluís Rabell (CSQP) va demanar prudència per l'escorcoll. Tres dies abans de les eleccions, l'Audiència de Barcelona va confirmar la imputació per frau fiscal de l'assessor de Ciutadans al Parlament Europeu i exdiputat pel mateix partit al Parlament de Catalunya Jordi Cañas; aquesta confirmació es va donar arran de la desestimació d'un recurs que ell mateix havia presentat.

## Jornada electoral

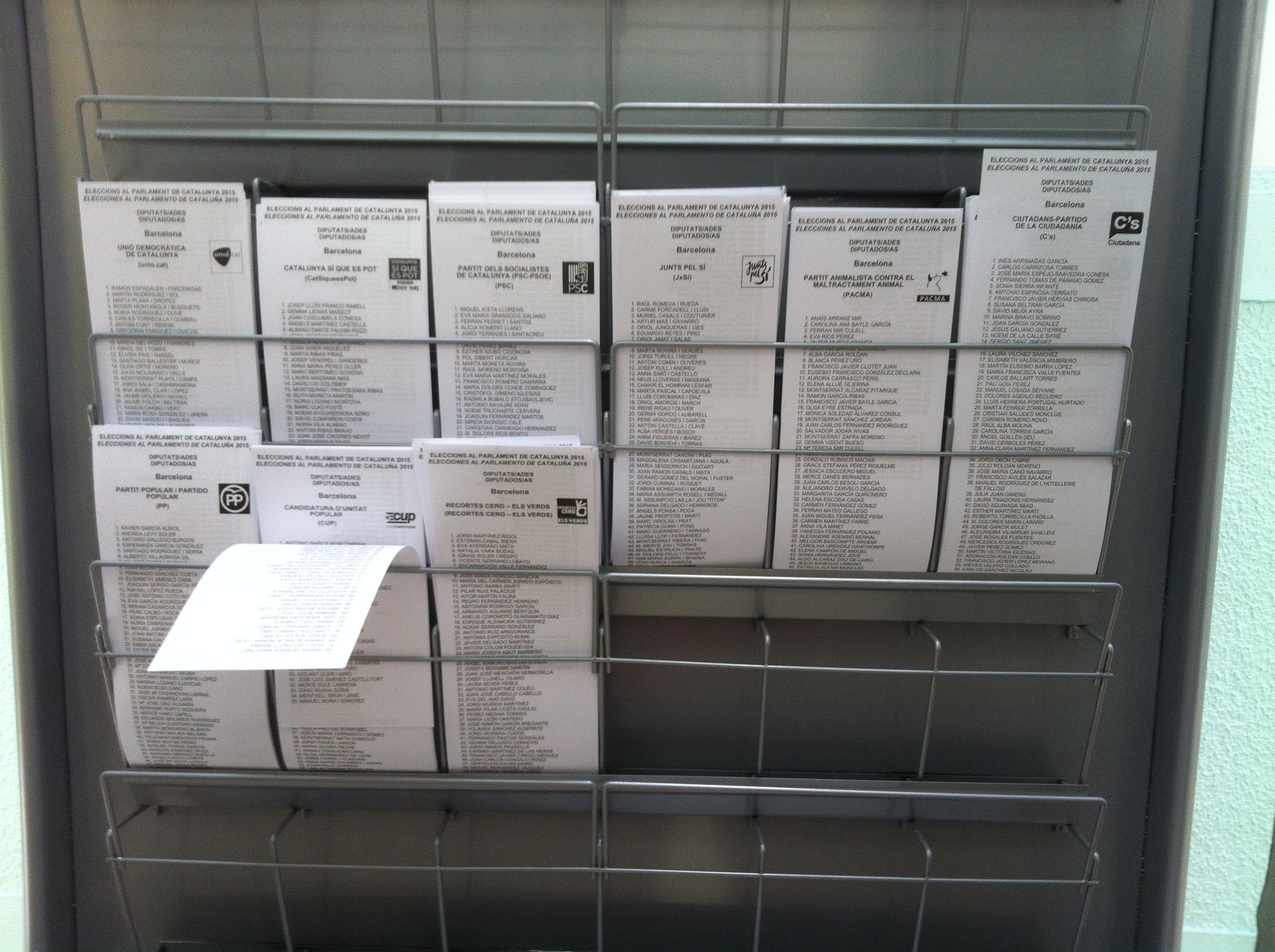
Candidatures 2015.

Els col·legis electorals van obrir a les 9 del matí. Es van habilitar 8.181 urnes per tot el territori català. Un total de 550 periodistes provinents de 180 mitjans internacionals es van acreditar per cobrir el que s'esperaven com uns comicis històrics.

### Centres de seguiment de l'escrutini
Tots els partits van organitzar actes oberts al públic on fer seguiment de l'escrutini de les eleccions amb els seus militants i simpatitzants. Cuitadans i el Partit Popular ho van fer en un hotel, un a l'Hotel Barceló Sants i l'Altre al Gran Marina Hotel del World Trade Center. PSC i Unió ho van fer a les seves seus, al carrer de Nicaragua i al carrer Nàpols, respectivament. Les altres tres candidatures ho van fer al Born Centre Cultural (Junts pel Sí), al Casino l'Aliança de Poblenou (CUP) i a la Fàbrica Fabra i Coats (Catalunya Sí que es pot).

### Cobertura mediàtica
Un total de 550 periodistes es van acreditar per tal de seguir el desenvolupament de les eleccions des del Centre de Difusió de Dades. Televisió de Catalunya va organitzar un dispositiu especial al mateix Parlament, en un programa presentat per Lídia Heredia, Carles Prats, Toni Cruanyes i Agnès Marquès. A les 20.00 es faria públic el sondeig de TV3, fet a peu d'urna amb més de 30.000 entrevistes realitzades per l'empresa TNS. Com a novetat, la corporació va fer servir un sistema de grafisme on es mostraven -de manera sobreimpressionada- els resultats de les eleccions amb els colors dels partits polítics directament sobre els escons del parlament. Posteriorment es va realitzar un programa d'anàlisi de resultats amb la intervenció de José Antich, Lluís Orriols, José Domingo, Bel Olid i Ernesto Ekaizer, amb intervencions de Josep Maria Martí Rigau, Pere Bosch i Lluís Fatjó-Vilas.
8tv també va realitzar programació especial per cobrir la jornada, així com les televisions de La Xarxa de Comunicació Local, que van oferir un Especial 27-S eleccions i que va durar quatre hores, on es van analitzar els resultats en clau comarcal i local. Pel que fa als canals generalistes espanyols, Antena 3 va oferir un especial amb Susanna Griso i Vicente Vallés, La Sexta va oferir una edició especial del seu programa Al rojo vivo i Cuatro va fer el programa especial Cataluña, y ahora qué? dirigit per Javier Ruiz. La televisió pública espanyola va cobrir la jornada amb un programa encapçalat per María Casaso i Sergio Martín.
Pel que fa a la ràdio, Mònica Terribas va presentar el programa especial 27-S, la nit que pot canviar la història a Catalunya Ràdio. Jordi Basté a RAC1 i Pepa Bueno a la Cadena SER també van dirigir programes radiofònics especials.

## Calendari
- 14 de gener: anunci de la convocatòria d'eleccions
- 3 d'agost: el president signa el decret de dissolució del Parlament
- 4 d'agost: el decret apareix publicat al Diari Oficial de la Generalitat de Catalunya (DOGC)
- 10 al 17 d'agost: consulta i reclamacions al cens electoral
- 11 al 25 de setembre: campanya electoral
- 26 de setembre: jornada de reflexió
- 27 de setembre: eleccions

## Resultats

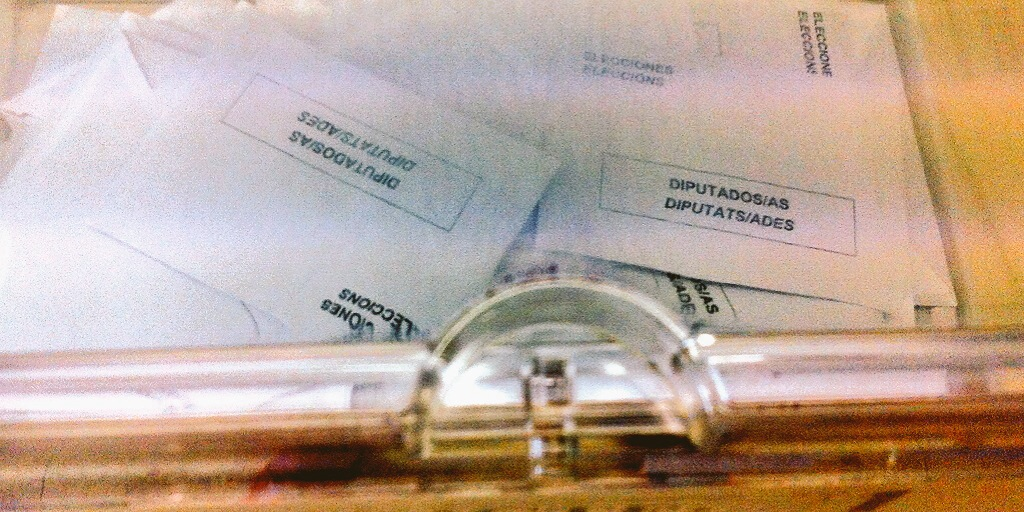
Detall urna

Segons circumscripció

Distribució d'escons al Parlament de Catalunya segons model ideològic

La candidatura de Junts pel Sí va guanyar clarament les eleccions, obtenint 62 diputats, que van tenir un èxit de participació històrica, on més d'un 77% del cens electoral va expressar-se a les urnes. Els partits clarament independentistes (JxSí i CUP) van fregar els 2 milions de vots, sumant un total de 72 escons, que els atorga una majoria absoluta al Parlament, de 135 escons. En no haver aconseguit la majoria absoluta per si mateixos, Junts pel Sí es veuran obligats a negociar amb els Diputats de la CUP, que va triplicar escons, una eventual investidura d'Artur Mas. Ciutadans va ser un altre dels partits amb més creixement, passant de 9 a 25 diputats al Parlament. El PSC va baixar de 20 a 16 escons, aguantant unes enquestes que l'auguraven un resultat molt pitjors. Els partits que no van assolir les expectatives de campanya van ser Catalunya Sí que es pot, que va quedar amb 11 escons (2 menys que Iniciativa a les eleccions de 2012), el Partit Popular, que va passar de 19 a 11 escons i Unió Democràtica de Catalunya, que es va quedar sense representació parlamentària. Cap dels partits extraparlamentaris van aconseguir representació a la cambra.

### Participació
- Respecte al vot per correu des de l'Estat Espanyol: El vot per correu dels catalans residents a l'Estat Espanyol va augmentar un 62,5% respecte a les últimes eleccions de 2012). Es van efectuar un total de 110.000 peticions de vot, de les quals es van efectuar 107.421 vots (respecte als 63,12% del 2012.[144]
- Respecte al vot per correu des de l'estranger: El vot per correu dels catalans residents va augmentar lleugerament respecte al 2012; només un 11% (21.771 persones respecte a les 17.614 de 2012) dels residents a l'estranger van demanar la documentació per votar. 1.841 residents temporals van sol·licitar la documentació.[144]
- Participació total just al finalitzar les eleccions: Un total de 5.510.798 persones eren cridades a participar en els comicis.[144] La participació final va ser del 77,45%[145]

|                                                                      | Total             | Circumscripció de Barcelona | Circumscripció de Tarragona | Circumscripció de Girona | Circumscripció de Lleida | Referències |
| -------------------------------------------------------------------- | ----------------- | --------------------------- | --------------------------- | ------------------------ | ------------------------ | ----------- |
| Participació (13h) (percentatge) [percentatge respecte 2012]         | (35,12%) [+5,69%] | (34,75%) [+5,32%]           | (35,56%) [+7,32%]           | (38,47%) [+5,76%]        | (33,82%) [+7,37%]        | [ 146 ]     |
| Participació (18h) (percentatge) [percentatge respecte 2012]         | (63,19%) [+6,89%] | (63,27%) [+6,69%]           | (61,80%) [+8.84%]           | (65,29%) [+6,15%]        | (61,13%) [+7,10%]        | [ 146 ]     |
| Participació (20h [final]) (percentatge) [percentatge respecte 2012] | (77,44%) [+9,68%] | (77,62%) [+9,62%]           | (76,00%) [+10,83%]          | (77,99%) [+8,70%]        | (76,79%) [+10,01%]       | [ 147 ]     |

### Resultats per candidatura
| 74,95% | ' |

| 74,95% | ' |

### Diputats escollits
| JxSí | C's | PSC-PSOE | CSQP | PP | CUP |
| Barcelona 1. Raül Romeva i Rueda 2. Carme Forcadell i Lluís 3. Muriel Casals i Couturier 4. Artur Mas i Gavarró 5. Oriol Junqueras i Vies 6. Eduardo Reyes i Pino 7. Oriol Amat i Salas 8. Neus Munté i Fernàndez 9. Marta Rovira i Vergés 10. Jordi Turull i Negre 11. Antoni Comín i Oliveres 12. Josep Rull i Andreu 13. Anna Simó i Castelló 14. Neus Lloveras i Massana 15. Chakir El Homrani Lesfar 16. Marta Pascal i Capdevila 17. Lluís Corominas i Díaz 18. Oriol Amorós i March 19. Irene Rigau i Oliver 20. Germà Gordó i Aubarell 21. Pere Aragonès i Garcia 22. Antoni Castellà i Clavé 23. Alba Vergés i Bosch 24. Anna Figueras i Ibañez 25. David Bonvehí i Torras 26. Marc Sanglas i Alcantarilla 27. Montserrat Candini i Puig 28. Magda Casamitjana i Aguilà 29. Maria Senserrich i Guitart 30. Joan Ramon Casals i Mata 31. Gerard Gómez del Moral i Fuster 32. Jordi Cuminal i Roquet Girona 1. Lluís Llach i Grande 2. Anna Caula i Paretas 3. Carles Puigdemont i Casamajó 4. Roger Torrent i Ramió 5. Natàlia Figueras i Pagès 6. Dolors Bassa Coll 7. Lluís Guinó i Subirós 8. Jordi Munell i Garcia 9. Sergi Sabrià i Benito 10. Maria Dolors Rovirola i Coromí 11. Jordi Orobitg i Solé Lleida 1. Josep Maria Forné i Febrer 2. Carmina Castellví i Vallverdú 3. Albert Batalla i Siscart 4. Bernat Solé i Barril 5. Violant Cervera i Gòdia 6. Montserrat Fornells i Solé 7. Marc Solsona i Aixalà 8. Antoni Balasch i Parisi 9. David Rodríguez i González 10. Ramona Barrufet i Santacana Tarragona 1. Germà Bel i Queralt 2. Montserrat Palau Vergés 3. Albert Batet i Canadell 4. Ferran Civit i Martí 5. Montserrat Vilella Cuadrada 6. Josep Lluís Salvadó i Tenesa 7. Jordi-Miquel Sendra i Vellvé 8. Meritxell Roigé i Pedrola 9. Teresa Vallverdú i Albornà | Barcelona 1. Inés Arrimadas García 2. Carlos Carrizosa Torres 3. José María Espejo-Saavedra Conesa 4. Fernando Tomás de Páramo Gómez 5. Sonia Sierra Infante 6. Antonio Espinosa Cerrato 7. Fran Hervías Chirosa 8. Susana Beltrán García 9. David Mejía Ayra 10. Marina Bravo Sobrino 11. Joan García González 12. Jesús Galiano Gutierrez 13. Noemí de la Calle Sifré 14. Sergi Sanz Jiménez 15. Carmen de Rivera Pla 16. Laura Vílchez Sánchez 17. Elisabeth Valencia Mimbrero Girona 1. Jean Castel Sucarrat 2. Alfonso Sánchez Fisac Lleida 1. Jorge Soler González 2. Javier Rivas Escamilla Tarragona 1. Matías Alonso Ruiz 2. Francisco Javier Domínguez Serrano 3. Carlos Sánchez Martín 4. Lorena Roldán Suárez | Barcelona 1. Miquel Iceta Llorens 2. Eva Maria Granados Galiano 3. Ferran Pedret i Santos 4. Alícia Romero Llano 5. Jordi Terrades i Santacreu 6. Assumpta Escarp Gibert 7. David Pérez Ibáñez 8. Esther Niubó Cindoncha 9. Pol Gibert Horcas 10. Marta Moreta Rovira 11. Raúl Moreno Montaña 12. Eva Maria Martínez Morales Girona 1. Rafel Bruguera i Batalla Lleida 1. Òscar Ordeig i Molist Tarragona 1. Carlos Castillo Rosique 2. Rosa Maria Ibarra Ollé | Barcelona 1. Josep Lluís Franco Rabell 2. Gemma Lienas Massot 3. Joan Coscubiela Conesa 4. Àngels Martínez Castells 5. Albano Dante Fachin Pozzi 6. Joan Josep Nuet Pujals 7. Jèssica Albiach Satorres 8. Joan Giner Miguelez 9. Marta Ribas Frias Girona 1. Marc Vidal i Pou Tarragona 1. Gerard Bargalló Boivin | Barcelona 1. Xavier García Albiol 2. Andrea Levy Soler 3. Antonio Gallego Burgos 4. Esperanza García González 5. Santiago Rodríguez i Serra 6. Alberto Villagrasa Gil 7. María José García Cuevas 8. Juan Bautista Milián Querol Girona 1. Josep Enric Millo i Rocher Lleida 1. Marisa Xandri Pujol Tarragona 1. Alejandro Fernández Álvarez | Barcelona 1. Antonio Baños Boncompain 2. Anna Gabriel i Sabaté 3. Josep Manel Busqueta i Franco 4. Maria Gabriela Serra i Frediani 5. Albert Botran i Pahissa 6. Eulàlia Reguant i Cura 7. Julià de Jòdar i Muñoz Girona 1. Benet Salellas i Vilar Lleida 1. Ramon Usall i Santa Tarragona 1. Sergi Saladié i Gil |

### Resultats per circumscripció, comarca i municipis

Formació més votada per municipi:
Junts pel Sí (JxSí)
Ciutadans (C's)
Partit dels Socialistes de Catalunya (PSC)
Candidatura d'Unitat Popular (CUP)

| Circumscripció                               | Comarca                                                           | Capital de comarca                                | Municipis més poblats (exceptuant la capital) |
| circumscripció de Barcelona (5.487.935 hab.) | L'Alt Penedès                                                     | Vilafranca del Penedès (39.221 hab.)              | Sant Sadurní d'Anoia (12.603 hab.)            |
| circumscripció de Barcelona (5.487.935 hab.) | L'Alt Penedès                                                     | Vilafranca del Penedès (39.221 hab.)              | Gelida (7.194 hab.)                           |
| circumscripció de Barcelona (5.487.935 hab.) | L'Anoia                                                           | Igualada (36.923 hab.)                            | Piera (13.652 hab.)                           |
| circumscripció de Barcelona (5.487.935 hab.) | L'Anoia                                                           | Igualada (36.923 hab.)                            | Vilanova del Camí (12.208 hab.)               |
| circumscripció de Barcelona (5.487.935 hab.) | El Bages                                                          | Manresa (73.140 hab.)                             | Sant Joan de Vilatorrada (10.064 hab.)        |
| circumscripció de Barcelona (5.487.935 hab.) | El Bages                                                          | Manresa (73.140 hab.)                             | Sant Vicenç de Castellet (7.737 hab.)         |
| circumscripció de Barcelona (5.487.935 hab.) | El Baix Llobregat                                                 | Sant Feliu de Llobregat (43.769 hab.)             | Cornellà de Llobregat (86.687 hab.)           |
| circumscripció de Barcelona (5.487.935 hab.) | El Baix Llobregat                                                 | Sant Feliu de Llobregat (43.769 hab.)             | Sant Boi de Llobregat (83.408 hab.)           |
| circumscripció de Barcelona (5.487.935 hab.) | El Barcelonès                                                     | Barcelona (1.602.386 hab.)                        | L'Hospitalet de Llobregat (253.518 hab.)      |
| circumscripció de Barcelona (5.487.935 hab.) | El Barcelonès                                                     | Barcelona (1.602.386 hab.)                        | Badalona (217.210 hab.)                       |
| circumscripció de Barcelona (5.487.935 hab.) | El Berguedà                                                       | Berga (16.456 hab.)                               | Gironella (4.987 hab.)                        |
| circumscripció de Barcelona (5.487.935 hab.) | El Berguedà                                                       | Berga (16.456 hab.)                               | Puig-reig (4.207 hab.)                        |
| circumscripció de Barcelona (5.487.935 hab.) | El Garraf                                                         | Vilanova i la Geltrú (65.941 hab.)                | Sant Pere de Ribes (29.339 hab.)              |
| circumscripció de Barcelona (5.487.935 hab.) | El Garraf                                                         | Vilanova i la Geltrú (65.941 hab.)                | Sitges (28.171 hab.)                          |
| circumscripció de Barcelona (5.487.935 hab.) | El Maresme                                                        | Mataró (124.280 hab.)                             | Premià de Mar (28.163 hab.)                   |
| circumscripció de Barcelona (5.487.935 hab.) | El Maresme                                                        | Mataró (124.280 hab.)                             | Pineda de Mar (25.948 hab.)                   |
| circumscripció de Barcelona (5.487.935 hab.) | El Moianès                                                        | Moià (5.760 hab.)                                 | Castellterçol (2.400 hab.)                    |
| circumscripció de Barcelona (5.487.935 hab.) | El Moianès                                                        | Moià (5.760 hab.)                                 | Santa Maria d'Oló (1.065 hab.)                |
| circumscripció de Barcelona (5.487.935 hab.) | Osona                                                             | Vic (41.956 hab.)                                 | Manlleu (20.279 hab.)                         |
| circumscripció de Barcelona (5.487.935 hab.) | Osona                                                             | Vic (41.956 hab.)                                 | Torelló (13.949 hab.)                         |
| circumscripció de Barcelona (5.487.935 hab.) | El Vallès Occidental                                              | Terrassa / Sabadell (215.517 hab. / 207.444 hab.) | Sant Cugat del Vallès (87.118 hab.)           |
| circumscripció de Barcelona (5.487.935 hab.) | El Vallès Occidental                                              | Terrassa / Sabadell (215.517 hab. / 207.444 hab.) | Rubí (74.353 hab.)                            |
| circumscripció de Barcelona (5.487.935 hab.) | El Vallès Oriental                                                | Granollers (59.930 hab.)                          | Mollet del Vallès (51.719 hab.)               |
| circumscripció de Barcelona (5.487.935 hab.) | El Vallès Oriental                                                | Granollers (59.930 hab.)                          | Les Franqueses del Vallès (19.170 hab.)       |
| circumscripció de Tarragona (805.789 hab.)   | L'Alt Camp                                                        | Valls (25.084 hab.)                               | Alcover (5.143 hab.)                          |
| circumscripció de Tarragona (805.789 hab.)   | L'Alt Camp                                                        | Valls (25.084 hab.)                               | El Pla de Santa Maria (2.375 hab.)            |
| circumscripció de Tarragona (805.789 hab.)   | El Baix Camp                                                      | Reus (104.835 hab.)                               | Cambrils (29.112 hab.)                        |
| circumscripció de Tarragona (805.789 hab.)   | El Baix Camp                                                      | Reus (104.835 hab.)                               | Mont-roig del Camp (10.292 hab.)              |
| circumscripció de Tarragona (805.789 hab.)   | El Baix Ebre                                                      | Tortosa (34.832 hab.)                             | Deltebre (11.063 hab.)                        |
| circumscripció de Tarragona (805.789 hab.)   | El Baix Ebre                                                      | Tortosa (34.832 hab.)                             | Roquetes (7.689 hab.)                         |
| circumscripció de Tarragona (805.789 hab.)   | El Baix Penedès                                                   | El Vendrell (33.340 hab.)                         | Calafell (21.871 hab.)                        |
| circumscripció de Tarragona (805.789 hab.)   | El Baix Penedès                                                   | El Vendrell (33.340 hab.)                         | Cunit (11.102 hab.)                           |
| circumscripció de Tarragona (805.789 hab.)   | La Conca de Barberà                                               | Montblanc (6.767 hab.)                            | L'Espluga de Francolí (3.857 hab.)            |
| circumscripció de Tarragona (805.789 hab.)   | La Conca de Barberà                                               | Montblanc (6.767 hab.)                            | Santa Coloma de Queralt (3.035 hab.)          |
| circumscripció de Tarragona (805.789 hab.)   | La Ribera d'Ebre                                                  | Móra d'Ebre (5.232 hab.)                          | Flix (4.006 hab.)                             |
| circumscripció de Tarragona (805.789 hab.)   | La Ribera d'Ebre                                                  | Móra d'Ebre (5.232 hab.)                          | Móra la Nova (3.189 hab.)                     |
| circumscripció de Tarragona (805.789 hab.)   | El Montsià                                                        | Amposta (21.240 hab.)                             | Sant Carles de la Ràpita (15.511 hab.)        |
| circumscripció de Tarragona (805.789 hab.)   | El Montsià                                                        | Amposta (21.240 hab.)                             | Alcanar (10.570 hab.)                         |
| circumscripció de Tarragona (805.789 hab.)   | El Priorat                                                        | Falset (2.742 hab.)                               | Cornudella de Montsant (1.006 hab.)           |
| circumscripció de Tarragona (805.789 hab.)   | El Priorat                                                        | Falset (2.742 hab.)                               | Marçà (662 hab.)                              |
| circumscripció de Tarragona (805.789 hab.)   | El Tarragonès                                                     | Tarragona (132.199 hab.)                          | Salou (26.558 hab.)                           |
| circumscripció de Tarragona (805.789 hab.)   | El Tarragonès                                                     | Tarragona (132.199 hab.)                          | Vila-seca (21.923 hab.)                       |
| circumscripció de Tarragona (805.789 hab.)   | La Terra Alta                                                     | Gandesa (3.028 hab.)                              | Batea (2.094 hab.)                            |
| circumscripció de Tarragona (805.789 hab.)   | La Terra Alta                                                     | Gandesa (3.028 hab.)                              | Horta de Sant Joan (1.241 hab.)               |
| circumscripció de Girona (756.810 hab.)      | L'Alt Empordà                                                     | Figueres (45.262 hab.)                            | Roses (19.896 hab.)                           |
| circumscripció de Girona (756.810 hab.)      | L'Alt Empordà                                                     | Figueres (45.262 hab.)                            | Castelló d'Empúries (11.794 hab.)             |
| circumscripció de Girona (756.810 hab.)      | El Baix Empordà                                                   | La Bisbal d'Empordà (10.793 hab.)                 | Palafrugell (22.942 hab.)                     |
| circumscripció de Girona (756.810 hab.)      | El Baix Empordà                                                   | La Bisbal d'Empordà (10.793 hab.)                 | Sant Feliu de Guíxols (21.945 hab.)           |
| circumscripció de Girona (756.810 hab.)      | La Garrotxa                                                       | Olot (32.337 hab.)                                | Sant Joan les Fonts (2.697 hab.)              |
| circumscripció de Girona (756.810 hab.)      | La Garrotxa                                                       | Olot (32.337 hab.)                                | La Vall d'en Bas (2.680 hab.)                 |
| circumscripció de Girona (756.810 hab.)      | El Gironès                                                        | Girona (92.186 hab.)                              | Salt (27.763 hab.)                            |
| circumscripció de Girona (756.810 hab.)      | El Gironès                                                        | Girona (92.186 hab.)                              | Cassà de la Selva (8.994 hab.)                |
| circumscripció de Girona (756.810 hab.)      | El Pla de l'Estany                                                | Banyoles (17.451 hab.)                            | Porqueres (4.208 hab.)                        |
| circumscripció de Girona (756.810 hab.)      | El Pla de l'Estany                                                | Banyoles (17.451 hab.)                            | Cornellà del Terri (2.106 hab.)               |
| circumscripció de Girona (756.810 hab.)      | El Ripollès                                                       | Ripoll (10.762 hab.)                              | Sant Joan de les Abadesses (3.621 hab.)       |
| circumscripció de Girona (756.810 hab.)      | El Ripollès                                                       | Ripoll (10.762 hab.)                              | Campdevànol (3.432 hab.)                      |
| circumscripció de Girona (756.810 hab.)      | La Selva                                                          | Santa Coloma de Farners (12.601 hab.)             | Blanes (39.297 hab.)                          |
| circumscripció de Girona (756.810 hab.)      | La Selva                                                          | Santa Coloma de Farners (12.601 hab.)             | Lloret de Mar (38.624 hab.)                   |
| circumscripció de Lleida (443.032 hab.)      | L'Alta Ribagorça                                                  | El Pont de Suert (2.516 hab.)                     | Vall de Boí (1.052 hab.)                      |
| circumscripció de Lleida (443.032 hab.)      | L'Alta Ribagorça                                                  | El Pont de Suert (2.516 hab.)                     | Vilaller (667 hab.)                           |
| circumscripció de Lleida (443.032 hab.)      | L'Alt Urgell                                                      | La Seu d'Urgell (12.366 hab.)                     | Oliana (1.870 hab.)                           |
| circumscripció de Lleida (443.032 hab.)      | L'Alt Urgell                                                      | La Seu d'Urgell (12.366 hab.)                     | Montferrer i Castellbò (1.027 hab.)           |
| circumscripció de Lleida (443.032 hab.)      | La Cerdanya (la meitat forma part de la circumscripció de Girona) | Puigcerdà (8.949 hab.)                            | Bellver de Cerdanya (2.014 hab.)              |
| circumscripció de Lleida (443.032 hab.)      | La Cerdanya (la meitat forma part de la circumscripció de Girona) | Puigcerdà (8.949 hab.)                            | Alp (1.576 hab.)                              |
| circumscripció de Lleida (443.032 hab.)      | Les Garrigues                                                     | Les Borges Blanques (5.734 hab.)                  | Juneda (3.222 hab.)                           |
| circumscripció de Lleida (443.032 hab.)      | Les Garrigues                                                     | Les Borges Blanques (5.734 hab.)                  | Arbeca (2.431 hab.)                           |
| circumscripció de Lleida (443.032 hab.)      | La Noguera                                                        | Balaguer (15.281 hab.)                            | Artesa de Segre (3.696 hab.)                  |
| circumscripció de Lleida (443.032 hab.)      | La Noguera                                                        | Balaguer (15.281 hab.)                            | Ponts (2.378 hab.)                            |
| circumscripció de Lleida (443.032 hab.)      | El Pallars Jussà                                                  | Tremp (6.022 hab.)                                | La Pobla de Segur (3.089 hab.)                |
| circumscripció de Lleida (443.032 hab.)      | El Pallars Jussà                                                  | Tremp (6.022 hab.)                                | Isona i Conca Dellà (1.153 hab.)              |
| circumscripció de Lleida (443.032 hab.)      | El Pallars Sobirà                                                 | Sort (2.360 hab.)                                 | Esterri d'Àneu (924 hab.)                     |
| circumscripció de Lleida (443.032 hab.)      | El Pallars Sobirà                                                 | Sort (2.360 hab.)                                 | Rialp (664 hab.)                              |
| circumscripció de Lleida (443.032 hab.)      | El Pla d'Urgell                                                   | Mollerussa (11.829 hab.)                          | Linyola (2.587 hab.)                          |
| circumscripció de Lleida (443.032 hab.)      | El Pla d'Urgell                                                   | Mollerussa (11.829 hab.)                          | Torregrossa (2.311 hab.)                      |
| circumscripció de Lleida (443.032 hab.)      | La Segarra                                                        | Cervera (9.093 hab.)                              | Guissona (5.253 hab.)                         |
| circumscripció de Lleida (443.032 hab.)      | La Segarra                                                        | Cervera (9.093 hab.)                              | Torà (1.333 hab.)                             |
| circumscripció de Lleida (443.032 hab.)      | El Segrià                                                         | Lleida (124.709 hab.)                             | Almacelles (6.056 hab.)                       |
| circumscripció de Lleida (443.032 hab.)      | El Segrià                                                         | Lleida (124.709 hab.)                             | Alcarràs (5.241 hab.)                         |
| circumscripció de Lleida (443.032 hab.)      | El Solsonès                                                       | Solsona (9.067 hab.)                              | Sant Llorenç de Morunys (1.004 hab.)          |
| circumscripció de Lleida (443.032 hab.)      | El Solsonès                                                       | Solsona (9.067 hab.)                              | Olius (752 hab.)                              |
| circumscripció de Lleida (443.032 hab.)      | L'Urgell                                                          | Tàrrega (16.131 hab.)                             | Agramunt (5.439 hab.)                         |
| circumscripció de Lleida (443.032 hab.)      | L'Urgell                                                          | Tàrrega (16.131 hab.)                             | Bellpuig (4.755 hab.)                         |
| circumscripció de Lleida (443.032 hab.)      | La Vall d'Aran                                                    | Vielha e Mijaran (5.454 hab.)                     | Naut Aran (1.758 hab.)                        |
| circumscripció de Lleida (443.032 hab.)      | La Vall d'Aran                                                    | Vielha e Mijaran (5.454 hab.)                     | Bossòst (1.179 hab.)                          |
|                                              |                                                                   |                                                   |                                               |
| Llegenda:                                    | JxSí                                                              | C's                                               | PSC-PSOE                                      |